# دانيال غرينير
دانيال غرينير هو كاتب ومترجم كندي، ولد في 1980 في بروسار في كندا.